# Justin Keller
Justin Keller (* 4. März 1986 in Nelson, British Columbia) ist ein kanadischer Eishockeyspieler, der zuletzt beim HC Bozen in der Erste Bank Eishockey Liga unter Vertrag stand.

## Karriere

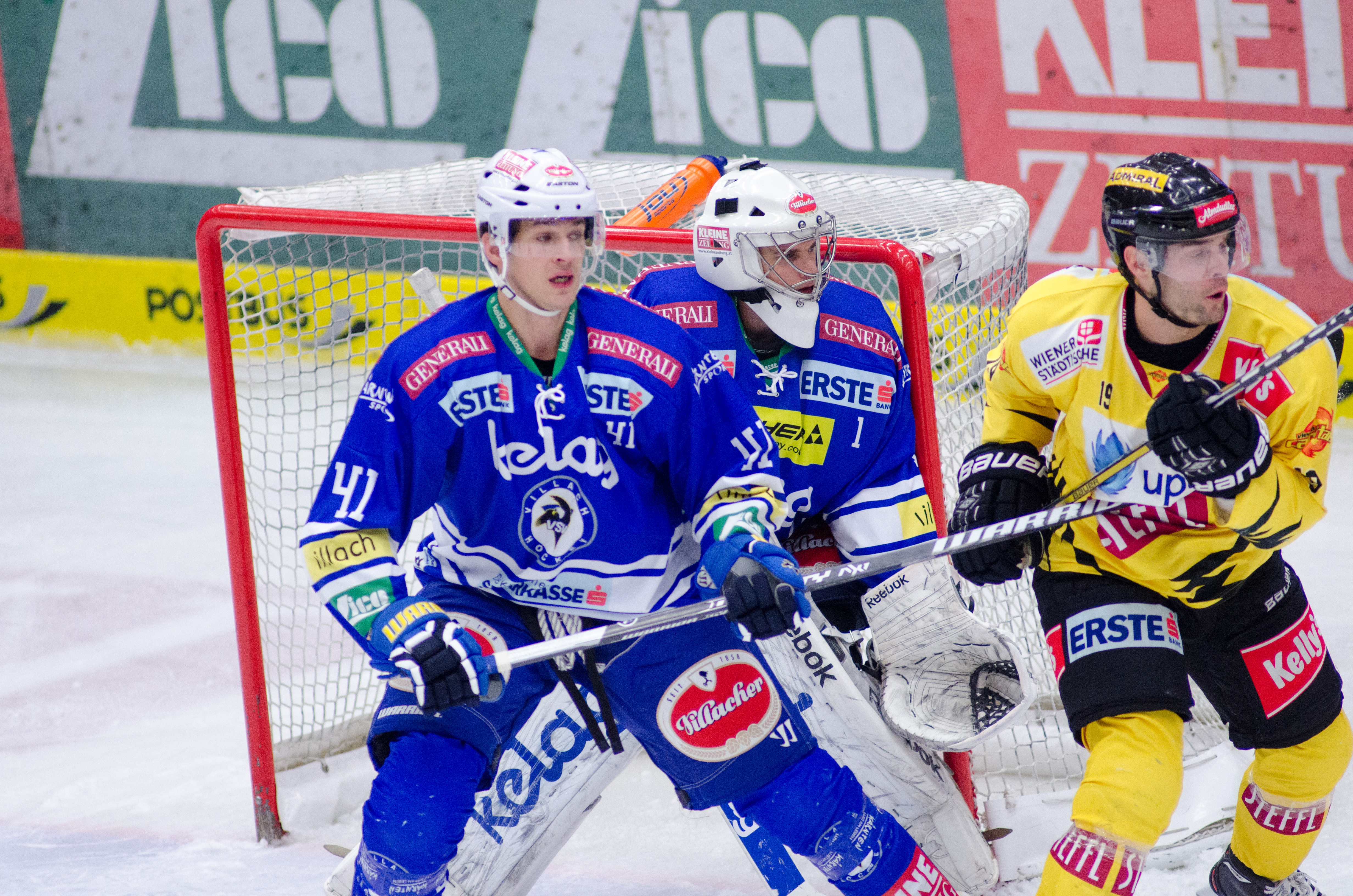
Mario Altmann (li.) und Justin Keller (re.), November 2013

Justin Keller spielte von 2003 bis 2006 bei den Kelowna Rockets in der Western Hockey League. 2004 wurde er in der 8. Runde an 245. Stelle von den Tampa Bay Lightning ausgewählt.
2006 gab er bei den Springfield Falcons sein AHL-Debüt, die er aber 2007 schon wieder verließ. Von 2007 bis 2010 spielte Keller bei den Norfolk Admirals in der AHL. 2008 bestritt er auch vier Spiele mit den Augusta Lynx in der ECHL.
2010 wechselte er zu den Black Wings Linz, die zum Zeitpunkt des Wechsels von Keller dringend eine Offensivstärke wie ihn benötigten. Der Stürmer gewann mit diesen 2012 den österreichischen Meistertitel, erzielte dabei die meisten Treffer (9) in den Play-offs und das Game Winning Goal gegen den EC KAC, das letztendlich zum Meisterschaftsgewinn führte. Nach anfänglichen Plänen, seine Karriere in Nordamerika fortzusetzen, verließ er trotz eines Angebotes des Meisters diese und unterschrieb beim EC Red Bull Salzburg einen Vertrag. Während der folgenden Saison 2012/13 wechselte Justin Keller im Dezember 2012 zu den Vienna Capitals, für die er bis 2014 spielte. Anschließend wechselte er innerhalb der EBEL zum HC Bozen.

## Erfolge und Auszeichnungen
| - 2004 Memorial-Cup-Gewinn mit den Kelowna Rockets - 2005 President’s-Cup-Gewinn mit den Kelowna Rockets - 2006 WHL West First All-Star-Team | - 2008 Teilnahme am AHL All-Star Classic - 2012 Österreichischer Meister mit dem EHC Linz |

## Karrierestatistik
(Legende zur Spielerstatistik: Sp oder GP = absolvierte Spiele; T oder G = erzielte Tore; V oder A = erzielte Assists; Pkt oder Pts = erzielte Scorerpunkte; SM oder PIM = erhaltene Strafminuten; +/− = Plus/Minus-Bilanz; PP = erzielte Überzahltore; SH = erzielte Unterzahltore; GW = erzielte Siegtore; 1 Play-downs/Relegation; Kursiv: Statistik nicht vollständig)